# Gmiński Żleb
Gmiński Żleb – żleb opadający spod Przysłopu Miętusiego kotliną pomiędzy wschodnimi stokami Hrubego Regla i Miętusiego Skoruśniaka do Szatry w Dolinie Małej Łąki. Jest zalesiony, jego dnem spływa niewielki strumyk uchodzący do Małołąckiego Potoku, w niektórych miejscach gubi się on w kamienistym dnie. Wzdłuż żlebu prowadzi dawną drogą hawiarską (górniczą) niebieski szlak turystyczny, niegdyś furmankami drogą tą zwożono rudę żelaza wydobywaną w kopalniach na Skoruśniaku i z Czerwonej Skałki. W górnej części żlebu droga ta obecnie jest już tylko ścieżką.

## Szlaki turystyczne
– niebieski z Gronika, biegnący początkowo razem z żółtym, w Szatrze odłączający się i biegnący przez Gmiński Żleb, Przysłop Miętusi i zbocza Skoruśniaka na Małołączniak. Czas przejścia z Gronika na Przysłop Miętusi: 1 h, ↓ 45 min